# 吉野川市立川田小学校
吉野川市立川田小学校（よしのがわしりつ かわたしょうがっこう）は、かつて徳島県吉野川市山川町住吉にあった公立小学校。2018年3月に閉校となり、吉野川市立高越小学校に再編された。

## 沿革
- 1879年（明治12年） - 公立川田東小学校を創立。
- 1886年（明治19年） - 川田尋常小学校と改称。
- 1926年（大正15年） - 川田村立川田尋常小学校と改称。
- 1928年（昭和03年） - 川田町立川田尋常小学校と改称。
- 1941年（昭和16年） - 川田町川田国民学校と改称。
- 1947年（昭和22年） - 川田町立川田小学校と改称。
- 1955年（昭和30年） - 町村合併のため山川町立川田小学校となる。
- 2004年（平成16年） - 町村合併のため吉野川市立川田小学校となる。
- 2015年（平成27年）11月20日 - 徳島県小学校生活科教育研究大会（統一大会）が行われた。公開授業では、3・4年生が川田八幡神社の徳島県無形民俗文化財「神代御宝踊り」PR新聞について説明した[1]。
- 2018年（平成30年）3月31日 - 川田・川田中・川田西・種野の4小学校が統合し、同年4月1日より吉野川市立高越小学校に再編されるに伴い閉校。同年3月23日に閉校式が行われた。

## 卒業生
- 三木亨 - 元参議院議員
- 原井敬 - 吉野川市長